# Carpophage de Brenchley
Ducula brenchleyi
Espèce
Statut de conservation UICN

 NT A2cd+3cd+4cd;C2a(i) : Quasi menacé
Le Carpophage de Brenchley (Ducula brenchleyi) est une espèce d'oiseaux de la famille des Columbidae.

## Description
Cet oiseau mesure environ 40 cm de longueur. Il ne présente pas de dimorphisme sexuel.
La tête est gris argenté avec du roux rosâtre sur la face et la gorge tandis que la nuque est gris bleu foncé. Le dos, les ailes, le croupion et les rectrices médianes sont gris noirâtre avec des reflets argentés. Les rectrices externes sont châtain foncé à extrémité noire. Le haut de la poitrine est rose pourpre tandis que le reste des parties inférieure est châtain foncé. Les couvertures sous-alaires et les sous-caudales sont châtain. Les iris et les pattes sont rouge foncé. Le bec est noirâtre.
Le jeune est plus terne avec la poitrine grisâtre et la gorge chamois.

## Répartition
Cet oiseau vit sur les Salomon.

## Habitat
Cette espèce peuple les massifs forestiers.

## Population et conservation
Il semble que cette espèce soit menacée principalement en raison d'une chasse excessive.

## Systématique
Cet oiseau constitue une super-espèce avec les Carpophage de Peale, Carpophage de Baker et Carpophage géant.